# Station Berrylands
Berrylands is een spoorwegstation van National Rail in Berrylands, Kingston upon Thames in Engeland. Het station is eigendom van Network Rail en wordt beheerd door South West Trains. Het station is geopend in 1933.
Station Berrylands ligt aan de South Western Main Line.